# Geo (microformato)
Geo es un microformato utilizado para el marcado de coordenadas geográficas WGS84 (latitud;longitud) en (X)HTML. Aunque oficialmente es considerado una especificación "provisoria", esto no es más que una formalidad, ya que el formato es estable y está en uso; no solamente como un subconjunto de las especificaciones publicadas de los microformatos hCalendar y hCard.
El uso de Geo permite a las herramientas que utilizen analizadores sintácticos (por ejemplo otros sitios web, o la extensión Operator de Firefox) extraer las ubicaciones, y mostrarlas usando algún otro sitio web o herramienta de mapeo, o cargarlas en un dispositivo GPS, indexarlas, acumularlas, o convertirlas en un formato alternativo.
Se espera que la versión 3 del navegador Firefox incluya soporte nativo para microformatos, incluyendo Geo.

## Uso
- Si la latitud está presente, ES OBLIGATORIO que esté también la longitud, y viceversa.
- El mismo número de posiciones decimales ES RECOMENDABLE que sea usado en cada valor, incluyendo ceros al final.

(Nota - ES OBLIGATORIO (MUST) y ES RECOMENDABLE (SHOULD)  se usan como en el documento de la IETF RFC 2119).
En Wikipedia, (point) el microformato geo es usado como parte de {{coord}} que es la manera preferida de agregar información de ubicación de puntos a artículos y párrafos.
Hay dos maneras de convertir el formato (X)HTML ordinario en microformato geo:

### Tres clases
Agregando tres clases. Por ejemplo el texto marcado:
```
<div>
Belvide:
 
52.686;
 
-2.193
</div>

```

se convierte en:
```
<div
 
class=
"geo"
>
Belvide:
 
<span
 
class=
"latitude"
>
52.686
</span>
;
 
<span

class=
"longitude"
>
-2.193
</span></div>

```

agregando class-attribute values "geo", "latitude" y "longitude".

### Una clase
En algunos casos, una versión abreviada puede ser usada, con sólo la clase exterior. Latitude debe estar primero: 
```
Belvide
 
Reservoir
 
está
 
en
 
52.686;
 
-2.193.

```

se convierte en:
```
Belvide
 
Reservoir
 
está
 
en
 
<span
 
class=
"geo"
>
52.686;
 
-2.193
</span>
.

```

Nótese que el separador debe ser un punto y coma (;). Si se desea mostrar otro separador, se puede usar el elemento abbr, con el valor a ser interpretado colocado en su atributo title:
```
Belvide
 
Reservoir
 
está
 
en
 
<abbr
 
class=
"geo"
 
title=
"52.686;-2.193"
>

52.686,
 
-2.193
</abbr>
.

```

Esto puede también ser usado para mostrar la ubicación de otra manera:
```
Belvide
 
Reservoir
 
está
 
en
 
<abbr
 
class=
"geo"
 
title=
"52.686;-2.193"
>
 

Referencia
 
SJ870099
</abbr>
.

```

Sin embargo, se considera mala práctica usar abbr para ocultar la ubicación completamente:
```
Belvide
 
Reservoir
 
es
 
<abbr
 
class=
"geo"
 
title=
"52.686;-2.193"
>

agradable
 
de
 
visitar
</abbr>
.

```